# Alice von Rothschild

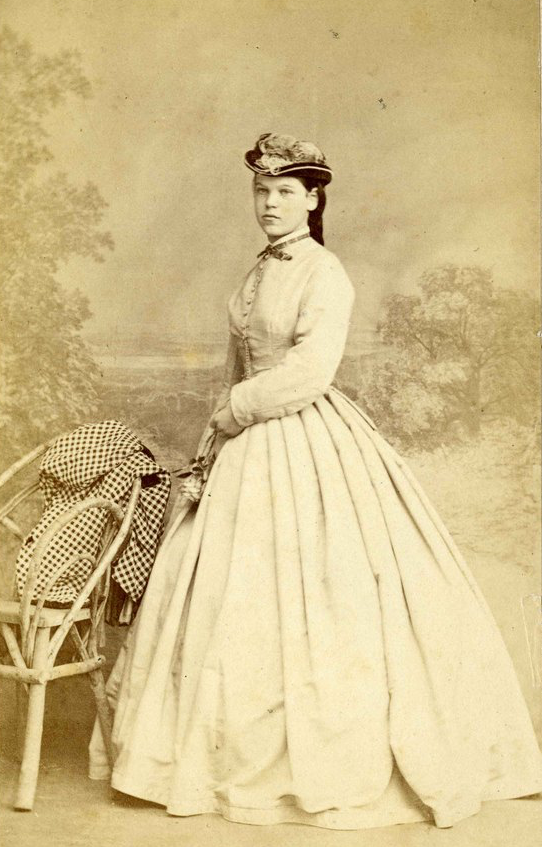
Alice von Rothschild

Alice Charlotte von Rothschild (* 17. Februar 1847 in Frankfurt am Main; † 3. Mai 1922 in Paris) gehörte der jüdisch-deutschen Bankiersfamilie Rothschild an. Sie machte sich als Botanikerin und Gartenbauerin einen Namen.

## Leben

### Vorfahren
Ihre Großeltern waren der Dynastiegründer des österreichischen Zweigs der Bankiersfamilie Rothschild, Salomon Meyer Freiherr von Rothschild (1774–1855) und Caroline Stern (1782–1854).

### Familie
Gemäß dem Testament des Frankfurter Stammvaters Mayer Amschel Rothschild sollte sich die Familie untereinander mit ihren Vettern und Cousinen ersten und zweiten Grades verheiraten. Alices Vater Anselm Salomon Freiherr von Rothschild (1803–1874), der später die Leitung der Rothschild-Bank in Wien übernahm, heiratete daher Charlotte von Rothschild (1807–1859), die älteste Tochter des Londoner Bankiers Nathan Mayer Rothschild (1777–1830). Dieser war der jüngere Bruder seines Vaters. 
Das Ehepaar Anselm Salomon und Charlotte von Rothschild hatte acht Kinder, die durch ihre Mutter einen starken Bezug zum Königreich Großbritannien erhielten. Von Alices sieben Geschwistern stand ihr besonders ihr nur acht Jahre älterer, in Paris geborener Bruder Ferdinand sehr nahe, der an der Cambridge University studierte und eine englische Cousine heiratete. Als Alice zwölf Jahre alt war (1859), starb ihre Mutter. Ihre Kindheit verlief dann noch einsamer, da ihr Vater ständig verreiste und mit der Leitung des Bankhauses sehr beschäftigt war.

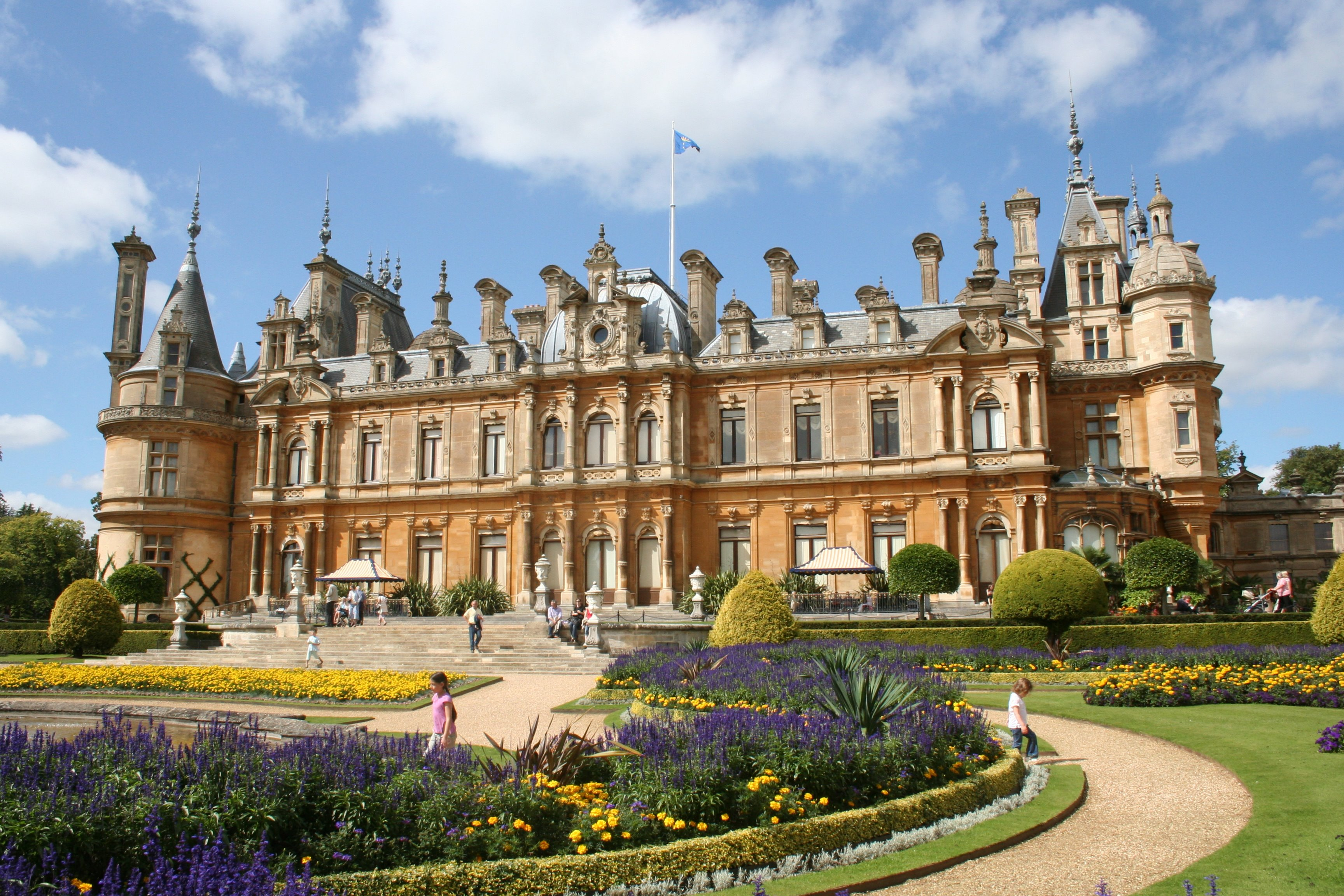
Waddesdon Manor von Ferdinand von Rothschild

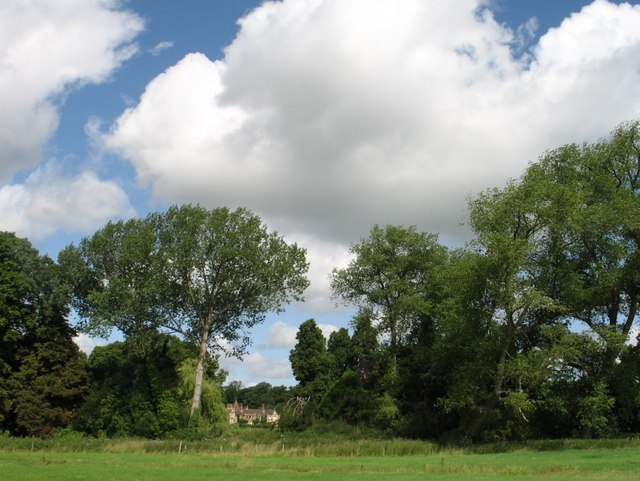
Eythrope Pavilion der Alice Charlotte von Rothschild

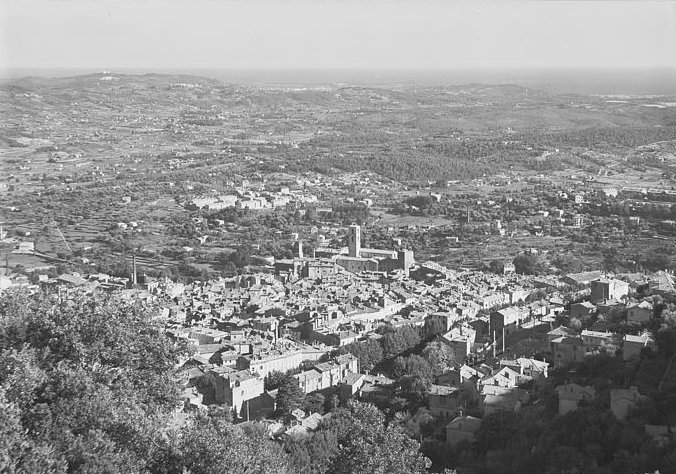
Alte Ansicht von Grasse bei Nizza/Cannes

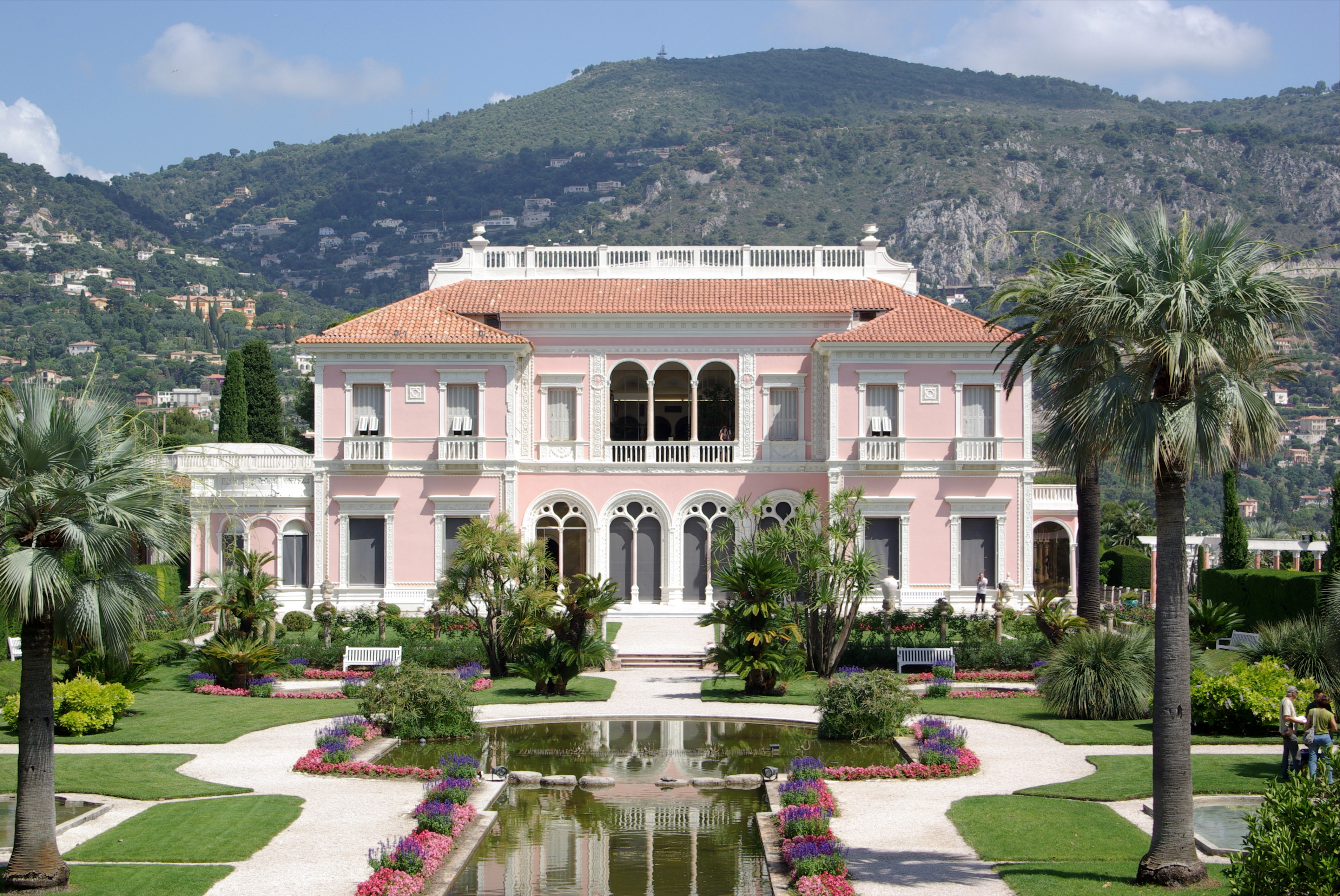
Villa Ephrussi de Rothschild in Saint-Jean-Cap-Ferrat

### Eythrope Pavilion bei Waddesdon Manor in Buckinghamshire
Nachdem ihr Bruder Ferdinand 1874 mit dem Bau von Waddesdon Manor in Buckinghamshire (England) begonnen hatte, kaufte sie wenig später die am Rand des Geländes gelegene Liegenschaft Eythrope. Zwischen 1876 und 1879 legte sie dort einen Park und Garten an und ließ in der Nähe des Flusses ein Haus bauen, genannt Eythrope Pavilion. Weil sie an einem rheumatischen Fieber litt, wurde ihr dringend abgeraten, in der Nähe von Wasser zu leben, da Feuchtigkeit ihr gesundheitliches Problem verschlimmern könnte. Daher ließ sie ihr Haus ohne Schlafzimmer bauen und kehrte jeden Abend zur Übernachtung ins nahe Waddesdon Manor zurück.
Nach dem Tod ihres Bruders Ferdinand 1898 erbte Alice Waddesdon Manor. Während des Ersten Weltkriegs versuchte sie dort den Anbau von bestimmten Gemüsesorten in den Gärten von Waddesdon und Eythrope, hatte damit aber wenig Glück.

### Ehemalige Rothschild Gärten in Grasse
Als sich ihr Gesundheitszustand verschlechterte, verbrachte sie ab 1887 immer mehr Zeit in Grasse im Département Alpes-Maritimes in Südfrankreich, meist von Oktober bis März. Hier kaufte sie als 42-Jährige zunächst einen kleinen Olivenhain neben dem damaligen Grand Hotel nebst einem darauf befindlichen Landhaus. Ihr Grunderwerb endete dort mit einem 135 Hektar großen Gelände.
Dort errichtete sie, als kundige Biologin und Gartenliebhaberin, einen riesigen Garten gemäß englischer Gartenkunst. Viele exotische Bäume und Pflanzen wurden hier unter ihrer fachkundigen Leitung zeitweise mit 50 bis 80 beschäftigten Hilfskräften gepflanzt und gepflegt. Zusätzlich wurde das Landhaus zur Villa Victoria und, für eine in Frankfurt geborene Engländerin unerlässlich, ein Teepavillon errichtet. Ihr dortiges Eigentum lag etwa 20 Kilometer im Landesinneren, nördlich der Mittelmeerküste. Ohne eigene Familie und kinderlos, suchte sie die Nähe der Verwandten. So besaß in der Nähe von Cannes ihre Cousine Laura Thérèse von Rothschild (1847–1931), die Witwe von James Edouard de Rothschild, die Villa Rothschild. Nur 55 Kilometer entfernt lag in einem sieben Hektar großes Grundstück in Saint-Jean-Cap-Ferrat an der Côte d’Azur die Villa Ephrussi einer anderen Cousine Béatrice Ephrussi de Rothschild (1864–1934).
Auch Königin Victoria machte in Grasse öfters Winterurlaub und besuchte die damals schon berühmten Gärten der Alice von Rothschild. Nach Angaben von Miriam Rothschild im Buch Die Rothschild Gärten investierte Alice von Rothschild den Gegenwert von fast einer halben Million Pfund (Sterling) jährlich in ihre Gärten in Grasse. Alice war eine willensstarke impulsive und direkte Person. Laut Michael Nelson (2001) herrschte sie selbst Queen Victoria an: „Die Königin trat auf einer Wiese über ein Blumenbeet und zerbrach dabei versehentlich mehrere Pflanzen. Die Baronin konnte nicht an sich halten und rief dem Souverän in aller Kraft zu ‚Get Out!‘“
Wie die meisten anderen Mitglieder der Familie Rothschild war Alice von Rothschild eine Kunstsammlerin. Sie erwarb Gemälde, Skulpturen und sonstige Kunstgegenstände. Auch baute sie eine einzigartige Sammlung von Pfeifen auf, darunter französische, spanische und italienische Beispiele aus dem 17. Jahrhundert. Die Sammlung wurde nach ihrem Tode 1822 der Stadt Grasse gestiftet. Nach ihrem Tode schenkte Edmond de Rothschild der Stadt Grasse das Gartengrundstück mit der Auflage, Teilbereiche der Gärten öffentlich zugänglich zu machen. Ein großer Teil wurde von der Stadtplanung parzelliert, über 100, und später mit Villen bebaut. Trotzdem lassen sich auch heute noch Teilbereiche, wie alte stolze Bäume und Terrassenbauten des ehemaligen Gartens erkennen. Die Villa Victoria wurde später das Hotel „Parc Palace“, in dem u. a. der berühmte französische Schauspieler Gérard Philipe drehte.

### Erbregelungen
Die kinderlose Alice von Rothschild wählte sich als ihren Erben von Waddesdon Manor James Armand de Rothschild, genannt Jimmy (1878–1957), den in England lebenden erstgeborenen Sohn von Edmond de Rothschild aus der Pariser Linie aus. Die kinderlose Ehefrau Mathilde Dorothy de Rothschild von Jimmy wurde die nächste Erbin und sollte sieben Millionen Erbschaftssteuern zahlen. Deshalb wurde das Gebäude Waddesdon Manor dem National Trust überschrieben. Den Grund, einschließlich Eythrope, und die Kunstsammlung erbte Dorothy. Diese wählte als Erben sich 1988 den bereits vermögenden Lord Jacob de Rothschild aus der Londoner Linie aus.

## Ehrungen
Avenue Rothschild in Grasse ist ihr zu Ehren benannt.